# 1 of the Girls (nhóm nhạc)
1 of the Girls là một nhóm R&B có trụ sở tại Cleveland được phát hiện bởi Gerald Levert. Album cùng tên của nhóm được phát hành vào năm 1993, và có đĩa đơn "Do Da What", chỉ đạt được thành công vừa phải. Một đĩa đơn khác, "Handle With Care" cũng được phát hành từ album đó.
Nina Creque, qua đời vào tháng 2 năm 2019 vì một "căn bệnh không được tiết lộ".

## Thành viên
- Nina Creque (con gái của nhạc sĩ nhạc jazz Neal Creque)
- LaShawn Sykes
- Marvelous Miles
- Ra-Deon Kirkland

## Album
- Tên: 1 of the Girls
- Ca khúc:

1. Ain't Giving Up Nothing	4:30
2. Do Da What	5:11
3. Talkin' Loud	4:02
4. No Can Do	3:47
5. Handle With Care	5:11
6. Sorry Didn't Do It	6:41
7. Gotta Go	4:43
8. When We Kiss	4:54
9. Giving The Best Of My Love	5:48
10. Will You Be Mine	5:19
11. I Don't Want Your Man	4:12

## Đĩa đơn
| Năm  | Tiêu đề      | Xếp hạng | Xếp hạng |
| Năm  | Tiêu đề      | Hot 100  | R&B      |
| ---- | ------------ | -------- | -------- |
| 1993 | "Do Da What" | 74       | 38       |